# Парламент Родезии
Парламент Республики Родезия (англ. Parliament of Rhodesia) — двухпалатный высший законодательный орган Родезии в 1970 год—1979 годах. За время существования парламента выборы в него были проведены 3 раза (в 1970, 1974 и 1977 годах).

## Сенат
Сенат (англ. Senate) — верхняя палата парламента Родезии. Состоял из 23 членов: 10 представителей от белого населения, 10 от чернокожего населения и 3 представителя, назначавшиеся Президентом Родезии. Председатель Сената (англ. President of the Senate) руководил верхней палатой парламента.

## Палата собрания
Палата собрания (англ. House of Assembly) — нижняя палата парламента, в которую избиралось 66 членов в соответствии с Вестминстерской системой. 50 парламентариев являлись представителями белого меньшинства, 16 — чернокожего большинства. Срок полномочий составлял 5 лет. Палату собрания возглавлял Спикер.